# 관문 (청)

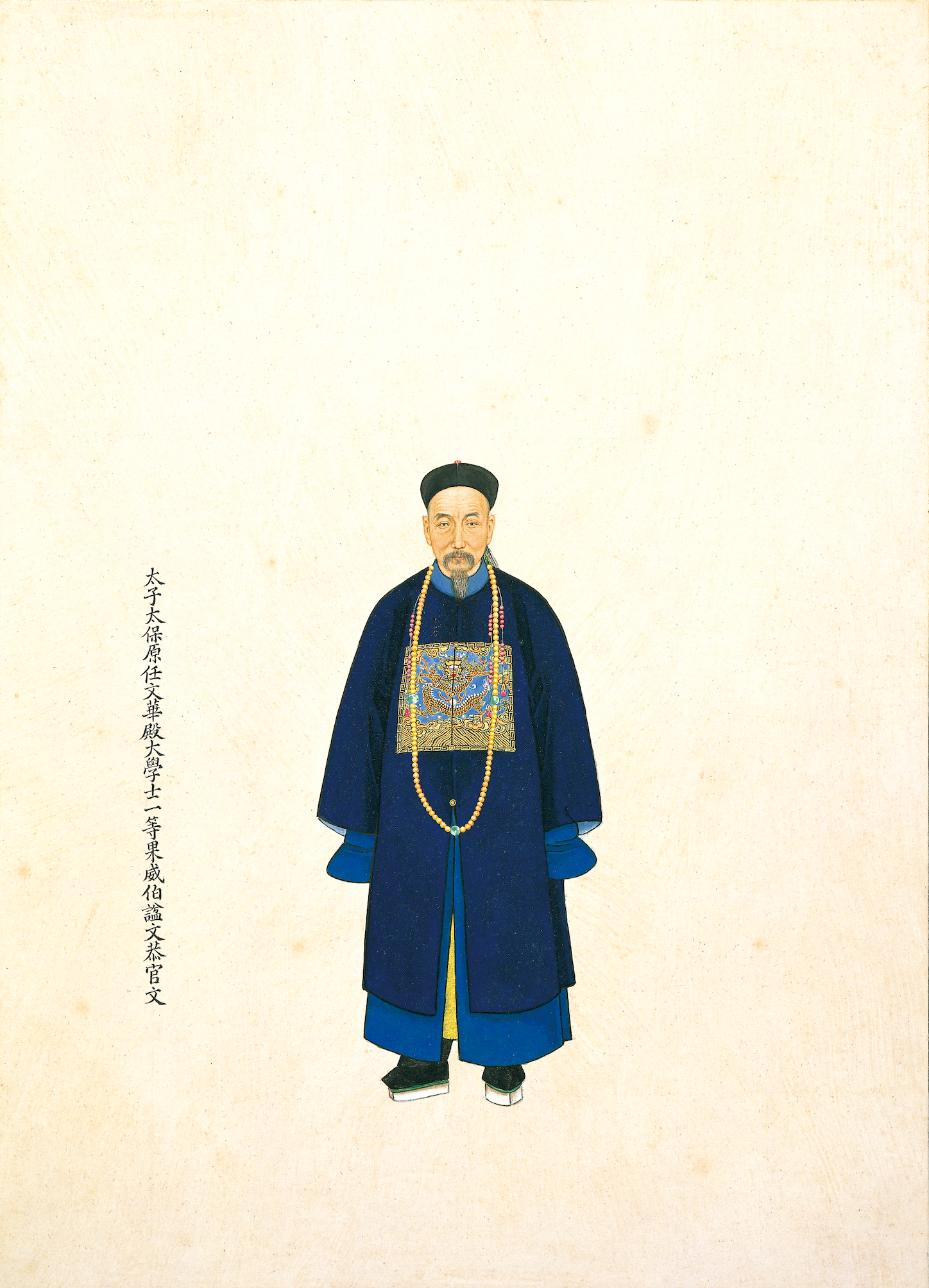

관문(몽골어: ᡤᡠᠸᠠᠨᠸᡝᠨ guwanwen, 1798년 - 1871년)은 청나라 말기의 관리이다. 만주 정백기 기인으로 관직은 직례총독, 태자태보, 문화전대학사 등을 역임했다. 자는 수봉(秀峰), 가문은 완갸 할라(wanggiya hala,王佳氏)

## 생애
형주장군이었지만, 1855년(함풍 5년)에 호광총독으로 승진했다. 팔기군 · 녹영군을 이끌고 증국번의 상군과 함께 태평천국의 난 진압에 참전했다. 처음에는 증국번을 견제, 제거하려고 했기 때문에 증국번으로부터 ‘평범한 사람’이라는 평가를 받고 있지만, 전략 사고와 행정 수완이 뛰어난 것으로 알려져 있다. 태평천국의 난을 진압한 후 이등후 태자태보를 부여했지만, 이것은 일등후인 증국번에 버금가는 것이었다.
1866년(동치 5년) 11월, 염군과의 전투에서 공적이 세우지 못하자 호백순무 증국전(증국번의 동생)에게 탄핵되어 이듬해 1867년에 호광총독을 사직했다. 같은 해에 직례총독 대리로 복귀했지만, 이듬해 1868년에 증국번으로 대체되었다. 이 정쟁은 청나라 조정에서 한족 총독 · 순무가 실권을 잡고 만주인의 세력이 후퇴하는 계기가 되는 사건이었다.
저서에는 《탕평발기부기》(蕩平髮逆附記)가 있다.